# تاكايوكي كينوشيتا
تاكايوكي كينوشيتا (باليابانية: 木下隆之؛ بالكانا: きのした たかゆき) هو سائق سباق ياباني، ولد في 5 مايو 1960 في طوكيو في اليابان.

## وصلات خارجية
- الموقع الرسمي
- تاكايوكي كينوشيتا على موقع DriverDB.com (الإنجليزية)